# Dmytro Ivanovych Kuleba
Dmytro Ivanovych Kuleba (Tiếng Ukraina: Дмитро Іванович Кулеба; sinh ngày 19 tháng 4 năm 1981 tại Sumy, CHXHCN Xô viết Ukraina, Liên Xô) là một chính khách, nhà ngoại giao và chuyên gia truyền thông người Ukraina, từng giữ chức Bộ trưởng Bộ Ngoại giao của nước này. Ông đồng thời là thành viên của Hội đồng Quốc phòng và An ninh Quốc gia Ukraina.
Kuleba là một trong những nhà ngoại giao cao cấp trẻ nhất trong lịch sử Ukraina. Ông từng giữ chức Phó Thủ tướng Ukraina về vấn đề hội nhập với Liên minh châu Âu và NATO, Đại diện thường trú của Ukraina tại Ủy hội châu Âu từ năm 2016 tới 2019, và Đại sứ Đặc mệnh toàn quyền của Bộ Ngoại giao Ukraina từ năm 2014 tới 2020.

## Tiểu sử

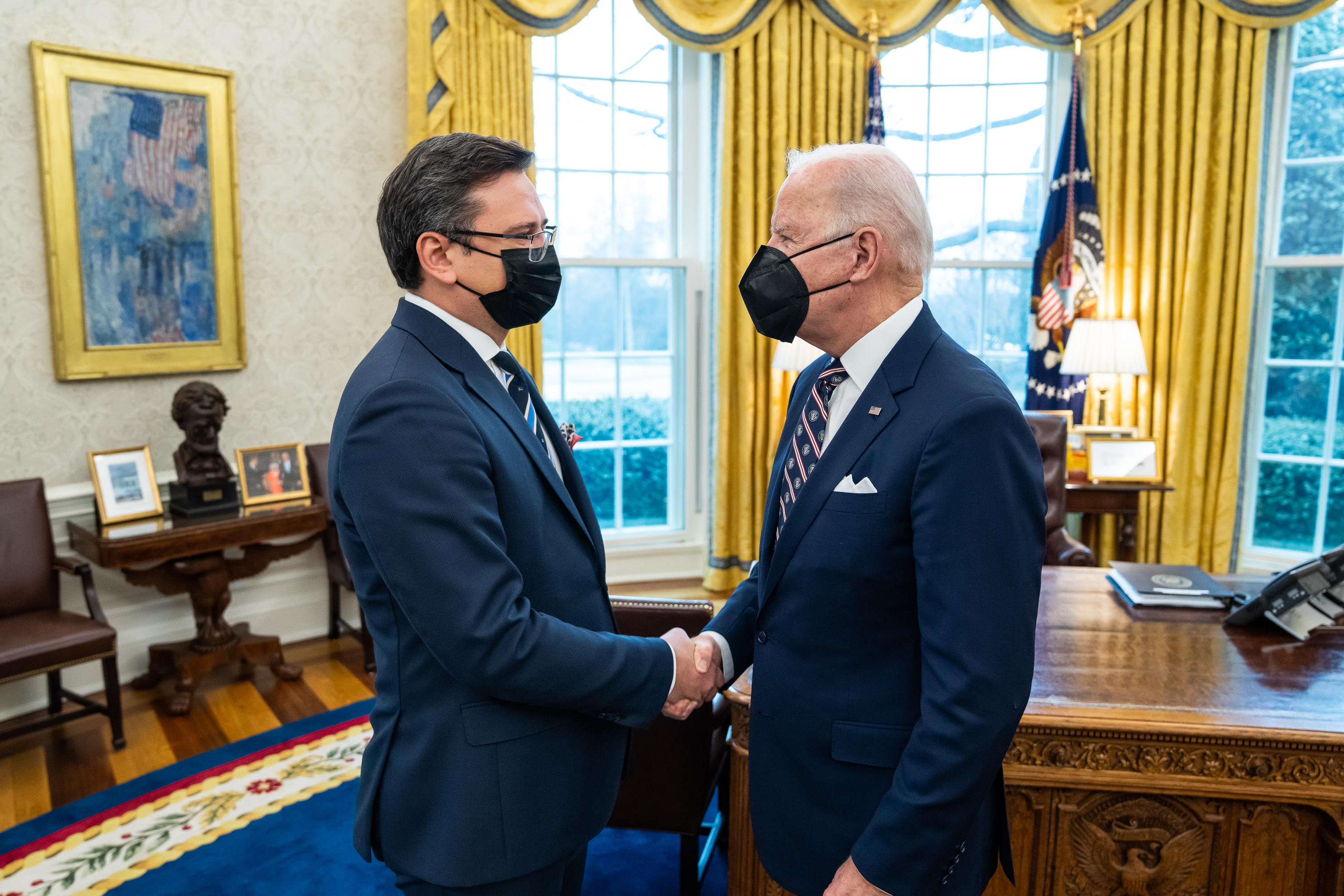
Kuleba gặp Tổng thống Hoa Kỳ Joe Biden ngày 22 tháng 2 năm 2022

Kuleba sinh ngày 19 tháng 4 năm 1981 tại thành phố Sumy, miền đông Ukraina (đuơng thời còn là CHXHCN Xô viết Ukraina, Liên Xô). Ông tốt nghiệp Viện Quan hệ Quốc tế, Đại học Quốc gia Kyiv Taras Shevchenko vào năm 2003 và hiện có bằng Tiến sĩ Luật, ngành Luật Quốc tế. Ông nói được tiếng Anh, tiếng Pháp và tiếng Nga.
Kuleba đã công tác trong Bộ Ngoại giao Ukraina từ năm 2003. Vào năm 2013, vì phản đối cựu tổng thống Ukraina Viktor Yanukovych, ông đã rời chính quyền và tham gia công tác tại Viện Ngoại giao Văn hóa UART với cương vị người đứng đầu.
Trong những năm 2013-2014, Kuleba đã tham gia tích cực phong trào Euromaidan.
Trong giai đoạn cao điểm những ngày đầu của cuộc xung đột quân sự năm 2014 giữa Nga và Ukraina, Kuleba đã quyết định quay lại làm việc tại Bộ Ngoại giao với cương vị Đại sứ, phụ trách vấn đề truyền thông chiến lược. 
Năm 2016, Kuleba được bổ nhiệm cương vị Đại diện thường trú của Ukraina tại Ủy hội châu Âu. Từ tháng 8 năm 2019 đến tháng 3 năm 2020, ông là Phó Thủ tướng phụ trách các vấn đề hội nhập Liên minh châu Âu và NATO. Từ ngày 4 tháng 3 năm 2020 đến ngày 5 tháng 9 năm 2024, ông là Bộ trưởng Bộ Ngoại giao Ukraina.

## Đời tư

### Gia quyến
Mẹ của ông là bà Yevhenia Volodymyrivna Kuleba, và cha của ông là ông Ivan Dmytrovych Kuleba. Ông Ivan Dmytrovych cũng là một nhà ngoại giao, đã từng giữ chức Đại sứ Đặc mệnh toàn quyền của Ukraina tại Ai Cập, Cộng hòa Séc, Kazakhstan và Armenia. 
Kuleba kết hôn với bà Yevhenia Anatoliivna Kuleba và có hai con là Yehor (sinh năm 2006) và Liubov (sinh năm 2011).